# 胡遵
胡 遵（こ じゅん）は、中国三国時代の武将。文武の才を併せ持ち、要地を抑える魏の武官を歴任した。本貫は雍州安定郡臨涇県。子は胡広・胡奮・胡烈・胡岐など。

## 経歴
雍州刺史などを務めた張既によって見い出された。張既が礼をもって招聘した人物は楊阜や龐淯など、皆名声と地位を得たと言われる。
青龍元年（233年）9月、司馬懿の命を受け、謀反を起こした匈奴の大人の胡薄居姿職を撃ち破り、降伏させた。
青龍2年（234年）、司馬懿に従い、蜀漢の諸葛亮の第五次北伐を迎撃した（五丈原の戦い）。
景初2年（238年）、また司馬懿に従い、遼東郡の公孫淵征伐に従軍。卑衍の軍を破る戦功を挙げた（遼隧の戦い）。
嘉平4年（252年）正月、房玄齢の『晋書』世宗景帝紀は司馬師が魏の大将軍となり、善政が敷かれ人材が揃ったと称える。その中で四方を都督した人物として、諸葛誕・毌丘倹・王昶・陳泰と共に胡遵の名が挙げられている。
同年4月、敵国呉の皇帝孫権が崩御。征東将軍の官にあった胡遵は、王昶・毌丘倹とそれぞれに上奏文を奉り、この機を狙って呉を討伐することを請願した。11月、諸葛誕らと共に東興へ侵攻し攻城戦を行ったが、険しい地勢を前に攻略は難航。軍が油断していたところに丁奉・留賛らから奇襲を受け、大敗を喫した（東興の戦い）。魏では諸将の責を問う声も挙がったが、司馬師は自らに責があるとして、咎めなかった。
正元2年（255年）2月、毌丘倹の反乱に対し、敵軍の退路を断つ役目を担った。反乱鎮圧後の4月には衛将軍に昇進した。
甘露元年7月5日（256年8月12日）、衛将軍在職のまま没した。なお、封爵や官位の追贈については史書に見えないが、『晋書』胡奮伝では胡遵について車騎将軍・陰密侯と記している。
息子は7人いた。西晋の鎮軍大将軍や尚書僕射となった胡奮のほか、胡広・胡烈・胡岐が高官に昇り、史書に名を残した。